# Cani sciolti (fumetto)
Cani sciolti è una mini serie a fumetti pubblicata in Italia dalla Sergio Bonelli Editore, esordita a novembre 2018 sotto l'etichetta Audace, inizialmente prevista essere composta da venti albi si è conclusa con il quattordicesimo albo a dicembre 2019 . La pubblicazione di nuove storie inedite è ricominciata nel maggio del 2023 con il volume La morte della famiglia.

## Trama
Pablo, Lina, Deb, Milo, Turi e Marghe, studenti di una ventina d'anni, iniziano una lunga amicizia a Milano durante le proteste giovanili del 1968. I sei ragazzi sono molto differenti per carattere e temperamento, però hanno in comune la loro condizione di "cani sciolti", partecipando alle rivolte senza tuttavia essere inquadrati in alcun tipo di partito o organizzazione politica.
Si riuniscono alla fine degli anni '80, in occasione di una esposizione commemorativa del Sessantotto, e faranno un resoconto delle loro vite e dei molti cambiamenti avvenuti. Attraverso le loro esistenze, il fumetto mostra al lettore circa venti anni di storia italiana.

## Pubblicazioni
Tutti i soggetti e le sceneggiature sono scritti da Gianfranco Manfredi.

### Serie regolare
| Nr. | Data              | Titolo                  | Disegni e copertina |
| --- | ----------------- | ----------------------- | ------------------- |
| 1   | 13 novembre 2018  | Sessantotto             | Luca Casalanguida   |
| 2   | 13 dicembre 2018  | Dove siete?             | Luca Casalanguida   |
| 3   | 12 gennaio 2019   | E la chiamano estate    | Pedro Mauro         |
| 4   | 14 febbraio 2019  | Segreti inconfessabili  | Pedro Mauro         |
| 5   | 12 marzo 2019     | Aquarius                | Luca Casalanguida   |
| 6   | 11 aprile 2019    | Time After Time         | Luca Casalanguida   |
| 7   | 11 maggio 2019    | Autunno caldo           | Roberto Rinaldi     |
| 8   | 12 giugno 2019    | La strage               | Roberto Rinaldi     |
| 9   | 11 luglio 2019    | Cartoline dalle vacanze | Pedro Mauro         |
| 10  | 13 agosto 2019    | Riti pagani             | Pedro Mauro         |
| 11  | 11 settembre 2019 | Pugni e pistole         | Sergio Gerasi       |
| 12  | 12 ottobre 2019   | Milano spara            | Sergio Gerasi       |
| 13  | 13 novembre 2019  | Il parco                | Patrizia Mandanici  |
| 14  | 13 dicembre 2019  | La naia                 | Patrizia Mandanici  |

### Volumi
I primi quattro volumi contengono ristampe di albi della serie regolare mentre il quinto materiale inedito.
| Nr. | Data          | Titolo                  | Disegni e copertina | Albi originali |
| --- | ------------- | ----------------------- | ------------------- | -------------- |
| 1   | Maggio 2018   | Sessantotto             | Luca Casalanguida   | 1 e 2          |
| 2   | Maggio 2019   | Stonewall               | Luca Casalanguida   | 5 e 6          |
| 3   | Novembre 2019 | Milano, 12 dicembre     | Roberto Rinaldi     | 7 e 8          |
| 4   | Novembre 2020 | Milano spara            | Sergio Gerasi       | 11 e 12        |
| 5   | Maggio 2023   | La morte della famiglia | Sergio Gerasi       | n/a            |